# Liste der Beiträge für den besten fremdsprachigen Film für die Oscarverleihung 1987
Die folgenden 32 Filme, alle aus verschiedenen Ländern, waren Vorschläge in der Kategorie Bester fremdsprachiger Film für die Oscarverleihung 1987. Die hervorgehobenen Titel waren die fünf letztendlich nominierten Filme, welche aus den Ländern Frankreich, Kanada, Niederlande, Österreich und Tschechoslowakei stammen. Der Oscar ging an den niederländischen Film Der Anschlag.
Zum ersten Mal wurde ein Beitrag aus Puerto Rico für diesen Preis eingereicht.

## Beiträge
| Land                | Deutscher Verleihtitel                     | Originaltitel           | Sprache(n)                                                             | Regisseur(e)            | Ergebnis        |
| ------------------- | ------------------------------------------ | ----------------------- | ---------------------------------------------------------------------- | ----------------------- | --------------- |
| Algerien            | Das letzte Bild                            | Französisch             | La Dernière image                                                      | Mohamed Lakhdar-Hamina  | Nicht nominiert |
| Argentinien         | Tangos                                     | Spanisch, Französisch   | Tangos, el exilio de Gardel                                            | Pino Solanas            | Nicht nominiert |
| Belgien             | Springen                                   | Niederländisch          | Springen                                                               | Jean-Pierre De Decker   | Nicht nominiert |
| Brasilien           | Sternstunde                                | Portugiesisch           | A Hora da Estrela                                                      | Suzana Amaral           | Nicht nominiert |
| Volksrepublik China | Das Ende eines Kaiserreiches               | Chinesisch              | 孙中山 (Sun Zhongshan)                                                 | Ding Yinnan             | Nicht nominiert |
| Dänemark            | Manden i månen                             | Dänisch                 | Manden i månen                                                         | Erik Clausen            | Nicht nominiert |
| BR Deutschland      | Männer                                     | Deutsch                 | Männer                                                                 | Doris Dörrie            | Nicht nominiert |
| Finnland            | Der unbekannte Soldat                      | Finnisch                | Tuntematon sotilas                                                     | Rauni Mollberg          | Nicht nominiert |
| Frankreich          | Betty Blue – 37,2 Grad am Morgen           | Französisch             | 37°2 le matin                                                          | Jean-Jacques Beineix    | Nominiert       |
| Indien              | Swati Mutyam                               | Telugu                  | Swati Mutyam                                                           | K. Viswanath            | Nicht nominiert |
| Island              | Eins og skepnan deyr                       | Isländisch              | Eins og skepnan deyr                                                   | Hilmar Oddsson          | Nicht nominiert |
| Israel              | Feinde unter sich                          | Arabisch, Hebräisch     | אוונטי פופלו (Avanti Popolo)                                           | Rafi Bukai              | Nicht nominiert |
| Italien             | Reich und gnadenlos                        | Italienisch             | Notte d’estate con profilo greco, occhi a mandorla e odore di basilico | Lina Wertmüller         | Nicht nominiert |
| Japan               | Das Mädchen im Atelier                     | Japanisch               | キネマの転地 (Kinema no Tenchi)                                        | Yōji Yamada             | Nicht nominiert |
| Jugoslawien         | Prosit Neujahr ’49                         | Mazedonisch, Serbisch   | Среќна Нова ’49 (Srećna nova ’49.)                                     | Stole Popov             | Nicht nominiert |
| Kanada              | Der Untergang des amerikanischen Imperiums | Französisch             | Le Déclin de l’empire américain                                        | Denys Arcand            | Nominiert       |
| Kolumbien           | Zeit zu sterben                            | Spanisch                | Tiempo de morir                                                        | Jorge Alí Triana        | Nicht nominiert |
| Mexiko              | El imperio de la fortuna                   | Spanisch                | El imperio de la fortuna                                               | Arturo Ripstein         | Nicht nominiert |
| Niederlande         | Der Anschlag                               | Niederländisch, Deutsch | De Aanslag                                                             | Fons Rademakers         | Gewonnen        |
| Norwegen            | Harter Asphalt                             | Norwegisch              | Hard Asfalt                                                            | Sølve Skagen            | Nicht nominiert |
| Österreich          | 38 – Auch das war Wien                     | Deutsch                 | 38 – Auch das war Wien                                                 | Wolfgang Glück          | Nominiert       |
| Polen               | Die Ballade von der Axt                    | Polnisch                | Siekierezada                                                           | Witold Leszczyński      | Nicht nominiert |
| Puerto Rico         | Das große Fest                             | Spanisch                | La Gran Fiesta                                                         | Marcos Zurinaga         | Nicht nominiert |
| Rumänien            | Noi, cei din linia întâi                   | Rumänisch               | Noi, cei din linia întîi                                               | Sergiu Nicolaescu       | Nicht nominiert |
| Schweden            | Opfer                                      | Schwedisch, Französisch | Offret                                                                 | Andrej Tarkowski        | Nicht nominiert |
| Schweiz             | Der schwarze Tanner                        | Deutsch                 | Der schwarze Tanner                                                    | Xavier Koller           | Nicht nominiert |
| Sowjetunion         | Die fremde Weiße                           | Russisch                | Чужая белая и рябой (Tschuschaja Belaja i Rjaboi)                      | Sergei Solowjow         | Nicht nominiert |
| Spanien             | Die Hälfte des Himmels                     | Spanisch                | La Mitad del cielo                                                     | Manuel Gutiérrez Aragón | Nicht nominiert |
| Südkorea            | Eunuchs                                    | Koreanisch              | 내시 (Naeshi)                                                          | Doo-yong Lee            | Nicht nominiert |
| Taiwan              | Tangshan guo Taiwan                        | Chinesisch              | 唐山过台湾 (Tangshan guo Taiwan)                                       | Li Hsing                | Nicht nominiert |
| Tschechoslowakei    | Heimat, süße Heimat                        | Tschechisch             | Vesnicko má stredisková                                                | Jiří Menzel             | Nominiert       |
| Ungarn              | Cat City                                   | Ungarisch               | Macskafogó                                                             | Béla Ternovszk          | Nicht nominiert |